# Cantù
Cantù (lombardul: Cantuu) település Olaszországban, Lombardia régióban, Como megyében. Lakosainak száma 39 715 fő (2023. január 1.). Cantù Alzate Brianza, Brenna, Capiago Intimiano, Carimate, Cermenate, Cucciago, Figino Serenza, Mariano Comense, Orsenigo, Senna Comasco és Vertemate con Minoprio községekkel határos.

## Népesség
A település népességének változása:
| Lakosok száma | 39 889 | 39 932 | 39 715 |
|               | 2017   | 2018   | 2023   |